# Adelphagrotis quarta
Adelphagrotis quarta är en fjärilsart som beskrevs av Augustus Radcliffe Grote 1883. Adelphagrotis quarta ingår i släktet Adelphagrotis och familjen nattflyn. Inga underarter finns listade i Catalogue of Life.